# زمین‌لرزه ایرلند نو
زمین‌لرزه ایرلند نو ممکن است به یکی از موارد زیر اشاره داشته باشد:
- زمین‌لرزه ۲۰۰۰ ایرلند نو
- زمین‌لرزه ۲۰۰۹ ایرلند نو